# Anthocomus rufus
Anthocomus rufus is een keversoort uit de familie van de bloemweekschilden (Melyridae).

## Uiterlijke kenmerken
Anthocomus rufus heeft een gemiddelde lengte van bijna vijf millimeter. Hij heeft een zacht exoskelet dat is bedekt met fijne haartjes. Net als de meeste bloemweekschilden heeft de kever een relatief grote kop en borststuk.
De zwarte kop is in een lichte hoek naar beneden gericht. De draadvormige antennes bestaan uit elf segmenten en bevinden zich tussen de ogen en de naar voren gerichte monddelen. Het borstschild is breder dan lang. Het is rood aan de randen en zwart in het midden.
De rode dekschilden zijn breder dan het borstschild. Sommige kevers hebben een smalle zwarte vlek in het midden, die bij de hals begint en soms tot aan het midden loopt. Bij het vrouwtje zijn de dekschilden naar achteren verwijdt en bedekken ze het achterlijf niet volledig; bij het mannetje lopen de dekschilden meer parallel.
Het laatste segment van het achterlijf (het pygidium) is licht naar beneden gebogen. De poten zijn lang en slank en hebben een vijfledige tarsus, voorzien van een klauwtje met een stevige grip.

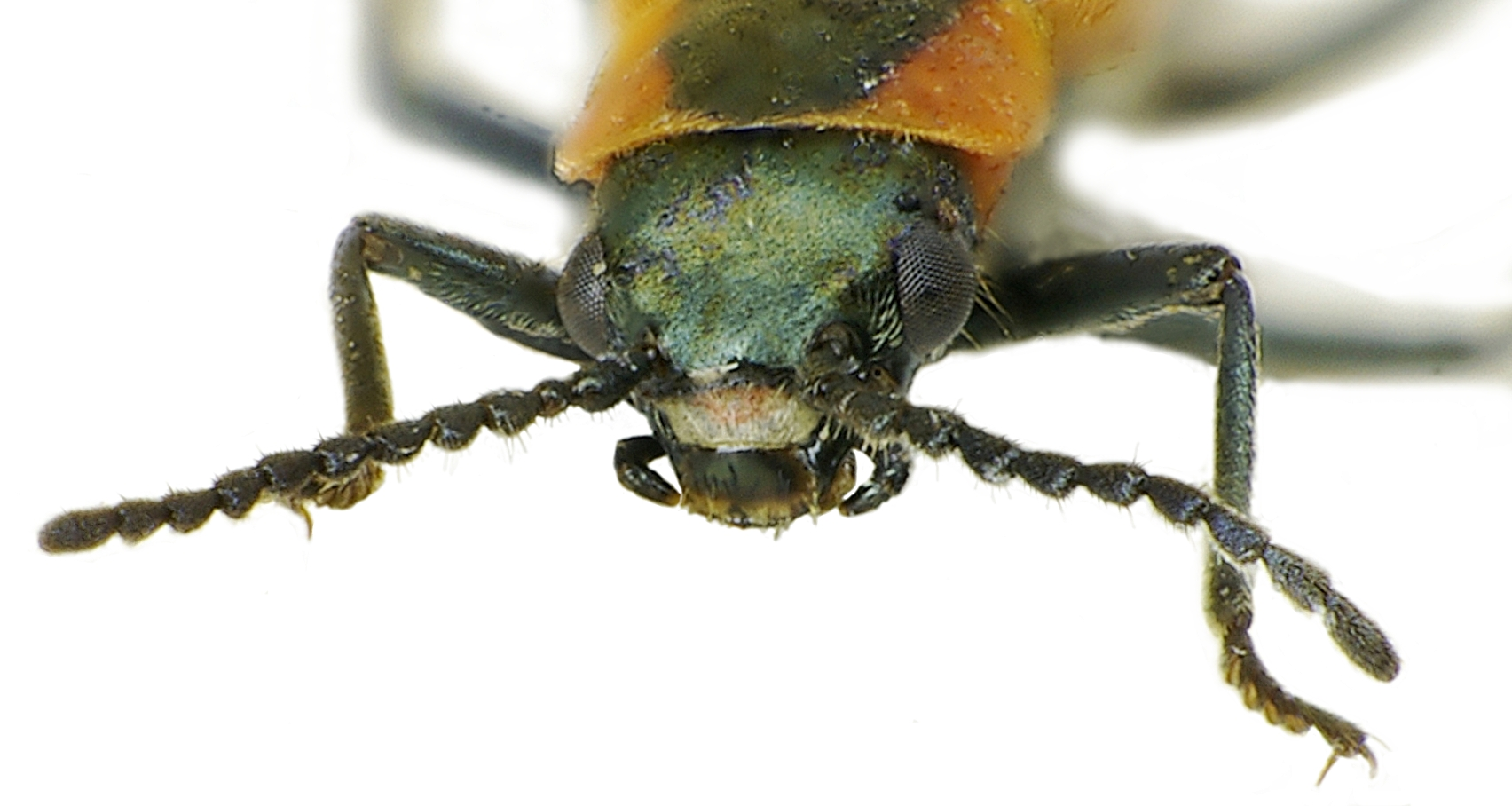
Voorzijde kop
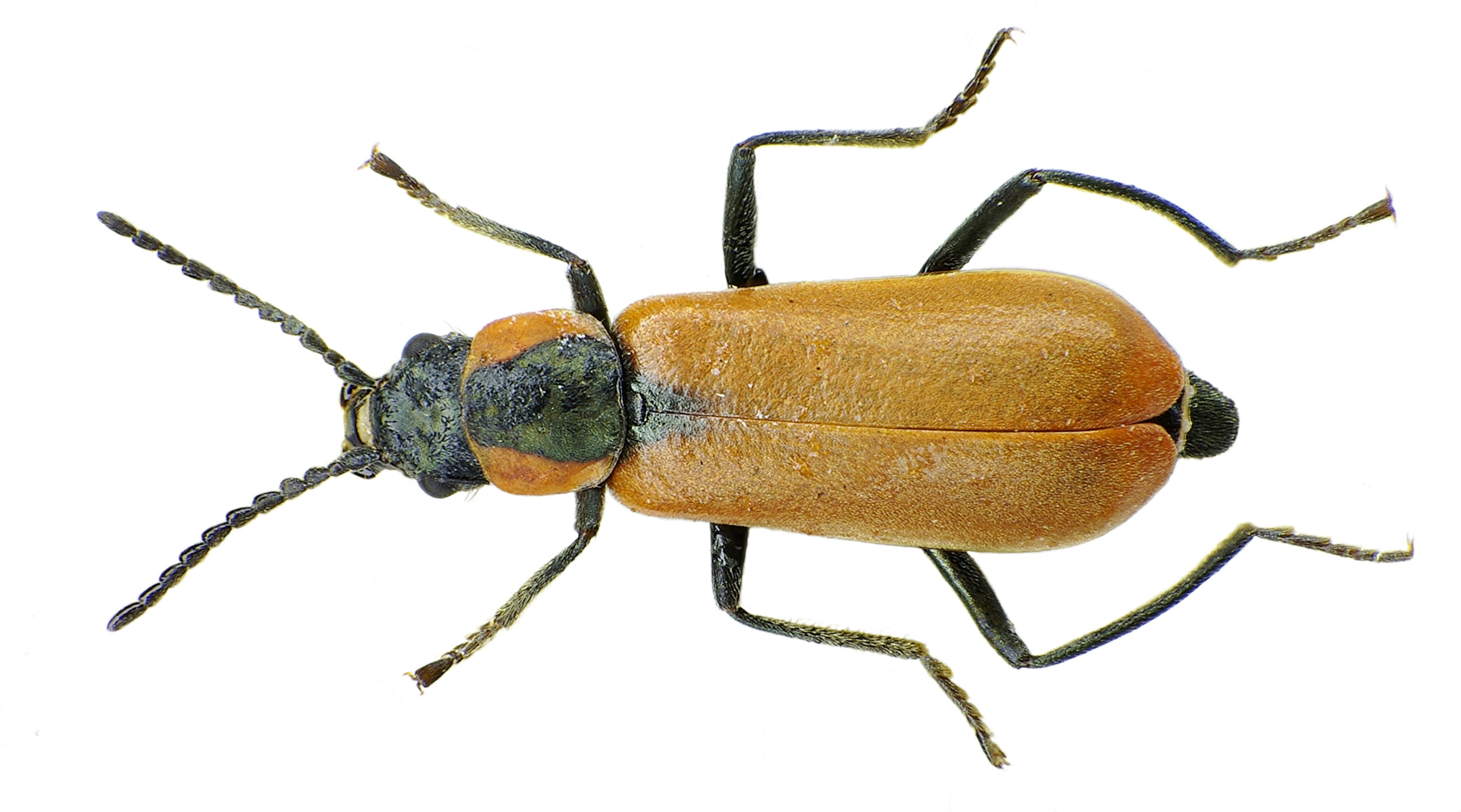
Bovenaanzicht
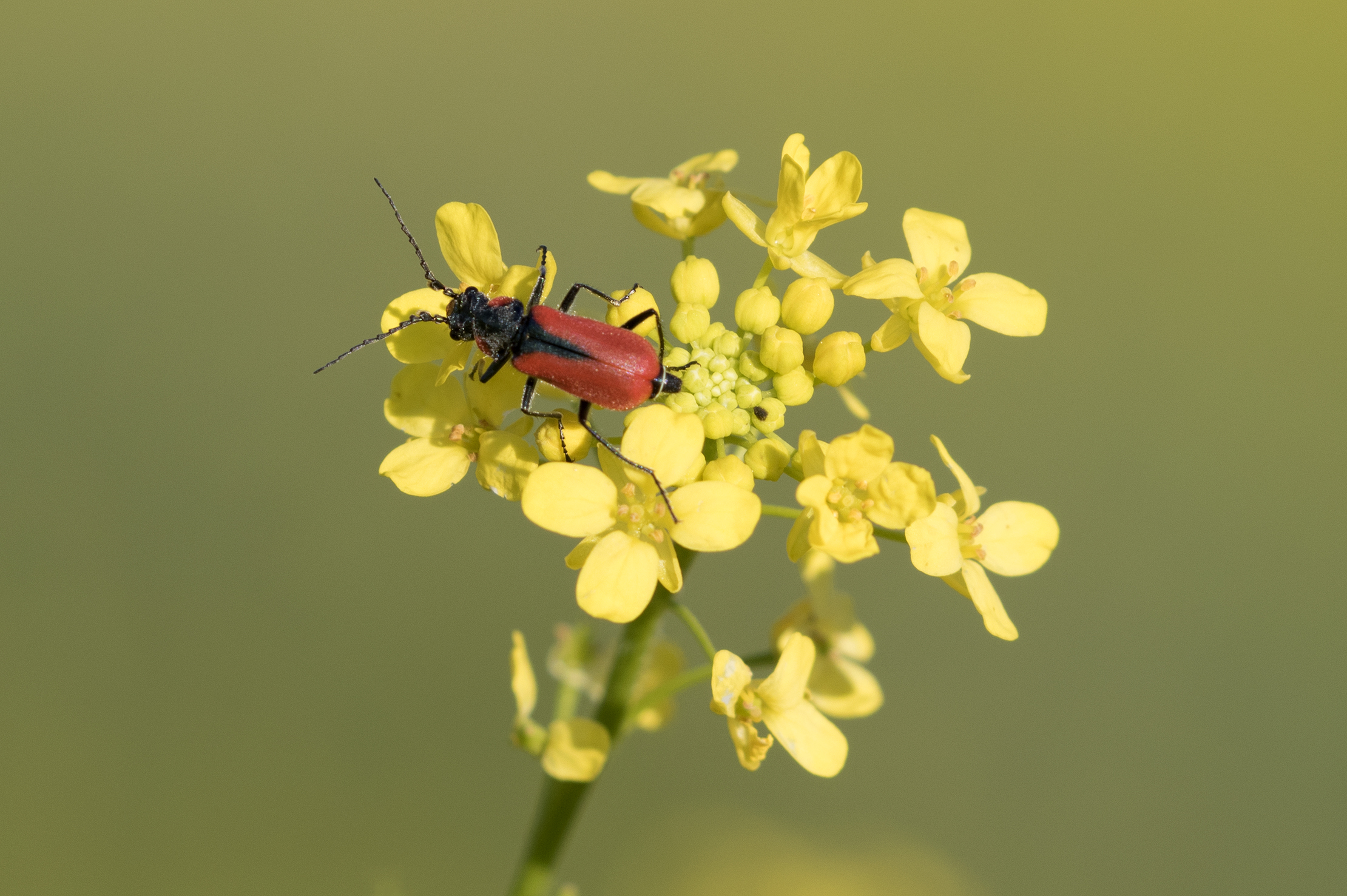
Bij sommige exemplaren strekt de zwarte vlek zich tot halverwege de dekschilden uit

## Habitat en levenswijze

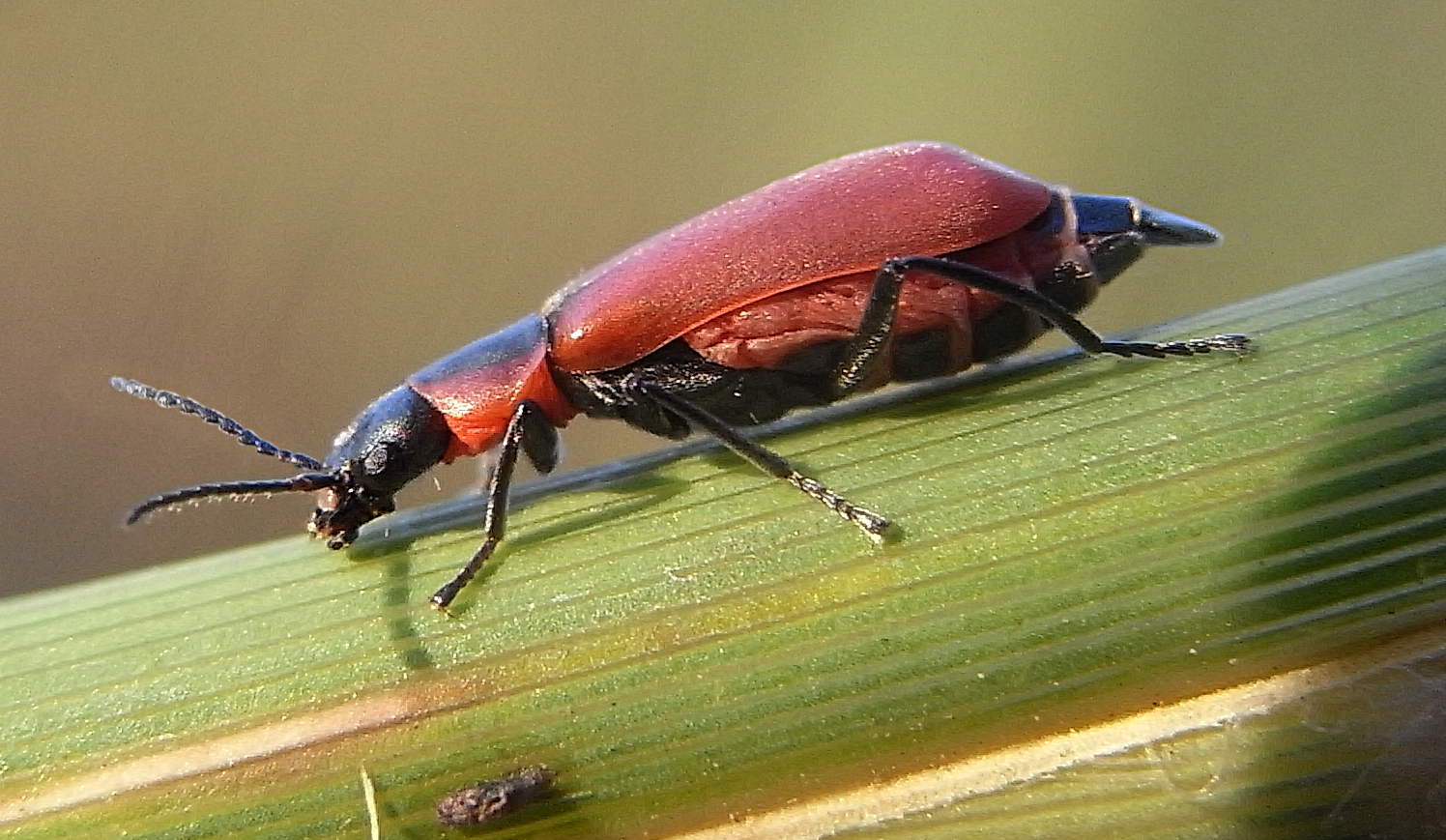
De imago wordt vaak aangetroffen op bloeiende rietstengels

Anthocomus rufus komt voor in moerasachtige gebieden in veel delen van Europa. Het is een dagactieve kever die het actiefst is bij zonlicht en warmte. In de late zomer en de herfst kan hij worden aangetroffen op bloeiende rietstengels (Phragmites communis), waar hij zich voedt met het stuifmeel. Ook voedt de kever zich met stuifmeel van andere bloemen en met dode dieren, met name prooidieren van de rietkruisspin (Larinioides cornutus).

## Taxonomie en naamgeving
De soort werd in 1786 voor het eerst wetenschappelijk gepubliceerd door Johann Friedrich Wilhelm Herbst. Hij publiceerde de wetenschappelijke naam als Malachius rufus,  waarbij de soortaanduiding rufus (Latijn voor 'rood') verwijst naar de rode kleur van de dekschilden en de halsschildrand. In 1840 plaatste Wilhelm Ferdinand Erichson de kever in het nieuwe geslacht Anthocomus (ανθοκόμος; anthokómos), wat Oudgrieks is voor 'bloemenminnend'.